# George Reiffenstein
George Patten "Pat" Reiffenstein (później Carr, ur. 17 marca 1883 w Carleton, zm. 9 czerwca 1932 w Whitby) – kanadyjski wioślarz, srebrny medalista olimpijski.
Wystąpił na igrzyskach olimpijskich w Saint Louis w 1904 roku, gdzie kanadyjska osada Toronto Argonauts w składzie: Arthur Bailey, John Rice, George Reiffenstein, Philip Boyd, George Strange, William Wadsworth, Donald MacKenzie, Joseph Wright i Thomas Loudon zdobyła srebrny medal w ósemkach. Do złotych medalistów, Amerykanów z Vesper Boat Club, Kanadyjczycy stracili trzy długości łódki. Startowały tylko dwie drużyny. Był to jego jedyny start olimpijski.
Służył w Royal Canadian Army podczas I wojny światowej. Po zakończeniu wojny zmienił swoje niemieckie nazwisko na Carr.